# Castanopsis echinocarpa
Castanopsis echinocarpa là một loài thực vật có hoa trong họ Fagaceae. Loài này được Miq. mô tả khoa học đầu tiên năm 1863.